# Youth of European Nationalities
Youth of European Nationalities of YEN, ook bekend onder de Duitse naam Jugend Europäischer Volksgruppen (JEV), is een internationale koepelorganisatie, waarin jonge sprekers actief zijn van autochtone Europese minderheidstalen. Hoofdactiviteit is het jaarlijkse Paascongres. Daarnaast wordt jaarlijks een kleiner congres georganiseerd, het Youth Leader Seminar, ook wel herfstcongres genoemd, en een internationale koorweek onder de naam Voices of Europe. In Nederland wordt de YEN vertegenwoordigd door de jongerenvereniging FYK. In België is geen vertegenwoordiging.
De YEN is in 1984 ontstaan als afsplitsing van de FUEV, waarmee het echter nog steeds nauw samenwerkt. Daarnaast is de YEN sinds 2003 lid van het European Youth Forum (YFJ). De YEN wordt in zijn werkt gesteund door bijdragen van de Europese Unie en de Raad van Europa.

## Lidorganisaties
Denemarken:
- Deutscher Jugendverband für Nordschleswig (Duitstalig)
- Junge SPitzen (Duitstalig)

Duitsland:
- PAWK (Sorbischtalig)
- SDU (Deenstalig)
- Rökefloose (Friestalig)
- Sudetendeutsche Jugend (Sudeten-Duitsers)

Frankrijk:
- Elsass-Lothringischer Volksbund (Duitstalig)
- Conselh de Representacion Generala de la Joventut d'Òc (Occitaanstalig)

Hongarije:
- Gemeinschaft Junger Ungarndeutscher (Duitstalig)

Italië:
- Grup dla minoranza ladina (Ladinischtalig)
- Südtiroler Jugendring (Duitstalig)
- MOSP/MSSS (Sloveenstalig)

Kroatië:
- Servisch jeugdforum (Servischtalig)

Nederland:
- FYK (Friestalig)

Oekraïne:
- DJU (Duitstalig)

Oostenrijk:
- Klub slovenskih študentk in študentov na Dunaju (Sloveenstalig)
- Hrvatski akademski klub (Kroatischtalig)
- Koroška dijaška zveza (Sloveenstalig)
- Mlada Enotna Lista (Sloveenstalig)

Polen:
- Bund der Jugend der Deutschen Minderheit in der Republik Polen (Duitstalig)

Roemenië:
- MISZSZ (Hongaarstalig)
- Arbeitsgemeinschaft Deutscher Jugendorganisationen in Rumänien (Duitstalig)

Rusland:
- Jugendring der Russlanddeutschen (Duitstalig)

Servië:
- Vajdasági Ifjúsági Fórum (Hongaarstalig)
- CroV (Kroatischtalig)

Slowakije:
- Internationale Kontakte-Jugendarbeit - Karpatendeutsche Jugend (IKeJA-KDJ) (Duitstalig)

Zweden:
- Ruotsinsuomalaisten Nuorten Liitto (Finstalig)

Zwitserland:
- Giuventetgna Rumantscha (Reto-Romaanstalig)